# گاوماهی شیشه‌ای
گاوماهی شیشه‌ای یا گاوماهی شفاف (نام علمی: Aphia minuta)، گونه‌ای از گاوماهیان بومی شمال شرق اقیانوس اطلس است که از تروندهایم، نروژ تا مراکش یافت می‌شود. همچنین در دریای مدیترانه، دریای سیاه و دریای آزوف یافت می‌شود. این یک گونه دریایی است که در آب‌های ساحلی و مصب‌ها زندگی می‌کند. می‌توان آن را از سطح دریا تا ژرفای ۹۷ متر (۳۱۸ فوت) یافت، اگرچه معمولاً در ژرفای ۵ تا ۸۰ متر (۱۶ تا ۲۶۲ فوت))، روی بستر ماسه و گل آلود و همچنین در بسترهای علفی یافت می‌شود. طول این گونه می‌تواند به ۷٫۹ سانتیمتر (۳٫۱ اینچ) باشد. این یک گونه مهم برای ماهیگیری تجاری محلی است. در حال حاضر، تنها عضو از این سرده شناخته شده‌است.